# Championnat de France jeunes de Scrabble
Le Championnat de France jeunes de Scrabble a lieu tous les ans depuis 1982 dans une ville différente et se déroule en trois parties de Scrabble duplicate. La première édition a attribué des titres en catégorie Benjamin, Cadet et Junior. Une catégorie Poussin a été distinguée en 1983.
Les joueurs sont donc actuellement répartis en quatre catégories d'âges : Poussin (moins de 12 ans), Benjamin (12-13 ans), Cadet (14-15 ans), Junior (16-18 ans). Une catégorie Mini-Poussin (enfants de 7 à 9 ans) est parfois distinguée. Le titre en catégorie Espoir (18-25 ans) est attribué lors du Festival d'Aix-les-Bains.
En 2005, 11 poussins ont joué le championnat et 37 autres, dits Poussins débutants ont joué deux parties préparées. À partir de 2006, tous les Poussins jouent des parties préparées pour être adaptées à leur vocabulaire : trois parties en 2006, deux parties en 2008, puis à nouveau 3 parties à partir de 2009. En 2008, le championnat Poussin est disjoint du championnat scolaire et a lieu lors du Festival de Vichy. Cette expérience ne sera pas renouvelée malgré une participation notablement plus élevée que les autres éditions.
Un tournoi en paires en deux parties est organisé depuis 2006 et attribue des titres en catégories Benjamin, Cadet et Junior (un titre Poussin a été décerné en 2006, 2007 et 2012).
Des tournois de Scrabble classique par catégories ont été organisés en 2006 et 2007.
Plusieurs tournois sont organisés pour se qualifier à ce championnat de France. Tout d’abord, il est possible de se qualifier lors du Festival d'Aix-les-Bains. En plus des joueurs des séries 1 à 4 qualifiés d'office, la phase 1 (début novembre) offre 10 places par catégories, la phase 2 (fin novembre/début décembre) et le simultané mondial (mi-janvier) 3 par catégories et les championnats régionaux avec un nombre de places différents selon les comités.

## Palmarès individuel
Épreuve reine de ces championnats de France jeunes : 3 parties de Duplicate jouées en 3 minutes par coup. À l'issue de ces 3 parties, un grand prix est organisé réunissant les 20 premiers du classement individuel benjamin, cadet et junior, les 5 premiers benjamins et cadets s'ils ne sont pas dans les 20 premiers et les 3 premiers poussins.
| 1982  | 3 avril                           | Grenoble                  | 100                  | (pas de titre)                                                           | 1. Jean-Philippe VISEUX 2. Jean-François LACHAUD 3. Jean-Yves Lacroix             | 1. Rémy LAGAY 2. Laurence MAIRE 3. Philippe BOUCARD                                   | 1. Thierry OLDACK 2. Jean-François DERON 3. Patrice BOMMEL                           |        |        |
| 1983  | 9 avril                           | Haguenau                  | 123                  | 1. Aurélien DELARUELLE 2. William ABRIBAT 3. Denis GUILLET               | 1. Dominique MARINI 2. Sonia GRUCHOT 3. T. LÉVY                                   | 1. Jean-François LACHAUD 2. Nicolas PARVAN 3. Rémy LAGAY                              | 1. Philippe BELLOSTA 2. A. BRELLE 3. E. MAIRESSE                                     |        |        |
| 1984  | 1er avril                         | Dax                       | 100                  | 1. Aurélien DELARUELLE 2. William ABRIBAT 3. Marianne LASSUS             | 1. Bruno TOKARSKI 2. Sandra SCANDOLO 3. Sonia LION                                | 1. Jean-François LACHAUD 2. Jean-Yves LACROIX 3. Jérôme MOUROT                        | 1. Jean-François LACHAUD 2. Vincent GOUJARD 3. Philippe BELLOSTA                     |        |        |
| 1985  | 30 mars                           | Thionville                | 110                  | 1. Véronique GOETTELMANN 2. Karine LEDOUX 3. Stéphanie SCHMITT           | 1. Aurélien DELARUELLE 2. David COHEN-BACRIE 3. Benjamin FERUCCI                  | 1. Sonia GRUCHOT 2. Bruno TOKARSKI 3. Nicolas GRELLET                                 | 1. Jérôme MOUROT 2. Bruno COHEN-BACRIE 3. Dominique MARINI                           |        |        |
| 1986  | 5-6 avril                         | Dole                      | 110                  | 1. Fabrice ARESU 2. Michel BÉNISTY 3. Aurélien KERMARREC                 | 1. Aurélien DELARUELLE 2. Vicheth SIM 3. Stéphanie SCHMITT                        | 1. Bruno TOKARSKI 2. Nicolas GRELLET 3. Benjamin FERUCCI                              | 1. Jean-François LACHAUD 2. Bruno COHEN-BACRIE 3. Jérôme MOUROT                      |        |        |
| 1987  | 25-26 avril                       | Bourgoin-Jallieu          | ?                    | 1. Antonin MICHEL 2. Christophe GANDIOLE 3. Stéphane SCHAUSI             | 1. Sylvie GÉRARD 2.Patrick DAVID 3. Michel BÉNISTY                                | 1. Vicheth SUONG 2. Aurélien DELARUELLE 3. Benjamin FERUCCI                           | 1. Bruno COHEN-BACRIE 2. Jean-Luc BELLAY 3. Dominique MARINI                         |        |        |
| 1988  | 9-10 avril                        | La Rochelle               | 157                  | 1. Antonin MICHEL 2. Nicolas TRUNCK 3. Evangéline CAPIEZ                 | 1. Michel BÉNISTY 2. Christophe GANDIOLE 3. Arnaud JACQUOT                        | 1. Vicheth SUONG 2. Patrick DAVID 3. Aurélien DELARUELLE et Eric MAZOYER              | 1. Stephane FAUCHER 2. Emmanuel BLANC 3. Serge EMIG                                  |        |        |
| 1989  | 2-3 avril                         | Lunel                     | 175                  | 1. Sandrine EGGER 2. Grégory FAGES 3. Hugo BAUER                         | 1. Antonin MICHEL 2. Evangéline CAPIEZ 3. Stéphane SCHAUSI                        | 1. Aurélien KERMARREC 2. Patrice DAVID 3. Arnaud JACQUOT                              | 1. David LÉVÊQUE 2. Serge EMIG 3. Anthony CLEMENCEAU                                 |        |        |
| 1990  | 21-22 avril                       | Saint-Quentin-en-Yvelines | 182                  | 1. Julien CERESUELA (48) 2. Julien GASTON (71) 3. Christophe LEGUAY (81) | 1. Antonin MICHEL (5) 2. Nicolas TRUCK (16) 3. Christian MARTIN (26)              | 1. Aurélien KERMARREC (3) 2. Michel BENISTY (8) 3. Arnaud JACQUOT (9)                 | 1. Vicheth SUONG (1) 2. Aurélien DELARUELLE (2) 3. Eric MAZOYER (4)                  |        |        |
| 1991  | 27-28 avril                       | Le Mans                   | 175                  | 1. Van Lik WONG 2. Vanessa BONNET 3. Romain LANG                         | 1. Olivier SOREL (14) 2. Cédric BORRAS (35) 3. Julien CERESUELA (39)              | 1. Antonin MICHEL (1) 2. Nicolas TRUNCK (9) 3. Christophe GANDIOLE (18)               | 1. Aurélien KERMARREC (2) 2. Vicheth SUONG (3) 3. Michaël TIERCE (4)                 |        |        |
| 1992  | 25-26 avril                       | Valbonne                  | 167                  | 1. Johanne PAYA 2. Jessica ALBRECHT 3. Joël MARBACH                      | 1. Christophe LEGUAY 2. Julien CERESUELA 3. Van Lik WONG                          | 1. Antonin MICHEL 2. Nicolas TRUNCK 3. Olivier SOREL                                  | 1. Aurélien KERMARREC 2. Michel BENISTY 3. Lionel GACHET                             |        |        |
| 1993  | 24-25 avril                       | Poitiers                  | 140                  | 1. Jean-François MORIN 2. Mickaël SALAUN 3. Lionel DELPUECH              | 1. Van Lik WONG 2. Mathieu COLONNA 3. Laure MASSIN                                | 1. Olivier SOREL 2. Christophe LEGUAY 3. Hugo BAUER                                   | 1. Aurélien KERMARREC 2. Antonin MICHEL 3. Nicolas TRUNCK                            |        |        |
| 1994  | 23-24 avril                       | Montluçon                 | 183                  | 1. Jérôme KOLLMEIER 2. Yannick BENICHOU 3. Brice LEDRU                   | 1. Matthieu COLONNA 2. Jessica ALBRECHT 3. Mathieu DELORE                         | 1. Christophe LEGUAY 2. Kevin SOHET 3. Julien CERESUELA                               | 1. Antonin MICHEL 2. Olivier SOREL 3. Nicolas BENARD                                 |        |        |
| 1995  | 22-23 avril                       | Cormontreuil              | 197                  | 1. Alain DUBREUIL 2. Nicolas ABSALON 3. Jean-Baptiste FAVIER             | 1. Jérome KOLLMEIER 2. Marc THIBAULT 3. Enguerrand LOOTVOET                       | 1. Mathieu COLONNA 2. Mathieu DELORE 3. Stéphane POULAIN                              | 1. Antonin MICHEL 2. Nicolas TRUNCK 3. Hugo BAUER                                    |        |        |
| 1996  | 20-21 avril                       | Freyming-Merlebach        | 190                  | 1. Alain DUBREUIL 2. Yannick BENICHOU 3. Mandy MILON et Steeve GEVAERT   | 1. Jérome KOLLMEIER 2. Marc THIBAULT 3. Romain SCHULER                            | 1. Matthieu COLONNA 2. Aurélien BERDELOU 3. Mathieu DELORE                            | 1. Olivier SOREL 2. Jérôme PASCAL 3. Cédric BORRAS                                   |        |        |
| 1997  | 18-20 avril                       | Villeneuve-la-Garenne     | 200                  | 1. Mandy MILON 2. Guillaume LECUT 3. Steeve GEVAERT                      | 1. Alain DUBREUIL 2. Julien ESNAULT 3. Jean-Baptiste CHAVANNE                     | 1. Jérôme KOLLMEIER 2. Arnaud CONTY 3. Romain SCHULER                                 | 1. Matthieu COLONNA 2. Hugo BAUER 3. Xavier BRIENT                                   |        |        |
| 1998  | 8-10 mai                          | Bron                      | 157                  | 1. Guillaume LECUT 2. Romain SANTI 3. Sylvain TOLASSY                    | 1. Alain DUBREUIL 2. Yannick BENICHOU 3. Nicolas HONORABLE                        | 1. Jean-Baptiste CHAVANNE 2. Jérôme KOLLMEIER 3. Mélodie FELEZ                        | 1. Christophe LEGUAY 2. Nicolas DOUTÉ 3. Gilles SAUZE                                |        |        |
| 1999  | 16-18 avril                       | Mesnières-en-Bray         | 179                  | 1. Charles-Hubert BASUIAU 2. Olivier GRONDEAU 3. Arnaud DORÉ             | 1. Romain SANTI 2. Steeve GEVAERT 3. Mandy MILON                                  | 1. Alain DUBREUIL 2. Mélodie FELEZ 3. Maxime BATTEFORT                                | 1. Olivier GASTON 2. Matthieu DELORE 3. Arnaud CONTY                                 |        |        |
| 2000  | 6-8 mai                           | Fréjus                    | 195                  | 1. Charles-Hubert BASUIAU 2. Florian EGGER 3. Olivier GRONDEAU           | 1. Romain SANTI 2. Guillaume LECUT 3. Mandy MILON                                 | 1. Alain DUBREUIL 2. Patrick GÉRARD-BOUCHER 3. Steeve GEVAERT                         | 1. Jérôme KOLLMEIER 2. Mélodie FELEZ 3. Eugénie MICHEL                               |        |        |
| 2001  | 20-22 avril                       | Houplines                 | 179                  | 1. Julien DUBREUIL 2. Arthur GONTHIER 3. Olivier GRONDEAU                | 1. Arnaud DORÉ 2. Lucie LABARRE 3. Charles-Hubert BASUIAU                         | 1. Romain SANTI 2. Nicolas BONNAMOUR 3. Steeve GEVAERT                                | 1. Jérôme KOLLMEIER 2. Paul GAUTHÉ 3. Alain DUBREUIL                                 |        |        |
| 2002  | 12-14 avril                       | Les Lilas                 | 186                  | 1. Julien DUBREUIL 2. Olivier GRONDEAU 3. Matthieu PFLEGER               | 1. Florian EGGER 2. Charles-Hubert BASUIAU 3. Julien GREINER                      | 1. Romain SANTI 2. Guillaume LECUT 3. Mandy MILON                                     | 1. Olivier BERNARDIN 2. Nicolas BONNAMOUR 3. Alain DUBREUIL                          |        |        |
| 2003  | 25-27 avril                       | Chamalières               | 197                  | 1. Tiphaine BOIRON 2. Rémi GRIMAL 3. Meena MURALI-MOHAN                  | 1. Julien DUBREUIL 2. Yorick BOUSSAERT 3. Elise RAPHAEL                           | 1. Arnaud DORÉ 2. Charles-Hubert BASUIAU 3. Amélie MACHEREZ                           | 1. Olivier BERNARDIN 2. Nicolas BONNAMOUR 3. Romain SANTI                            |        |        |
| 2004  | 1er-2 mai                         | Ruoms                     | 205                  | 1. Meena MURALI-MOHAN 2. Rémi GRIMAL 3. Loïc MARCHAND-MAILLET            | 1. Julien DUBREUIL 2. Matthieu PFLEGER 3. Olivier GRONDEAU                        | 1. Kévin JULIEN 2. Elise RAPHAEL 3. Antoine STEHLE                                    | 1. Nicolas BONNAMOUR 2. Romain SANTI 3. Mandy MILON                                  |        |        |
| 2005  | 15-17 avril                       | Belfort                   | 190 (153, 37 P déb.) | 1. Nicolas RENIÉ (29) 2. Laurent MERLY (55) 3. Rémi GRIMAL (59)          | 1. Tiphaine BOIRON (20) 2. Meena MURALI-MOHAN (28) 3. Jean-Clément BOUSSAERT (30) | 1. Julien DUBREUIL (13) 2. Yorick BOUSSAERT (14) 3. Elise RAPHAEL (18)                | 1. Romain SANTI (1) 2. Guillaume LECUT (2) 3. Fabien LEROY (3)                       |        |        |
| 2006  | 29 avr.- 1er mai                  | Val-Cenis                 | 188 (138 BCJ, 50 P)  | 1. Guillaume SCELLIER 2. Steven DELANNOY 3. Jean-Baptiste DREVETON       | 1. Nicolas RENIÉ 2. Rémi GRIMAL 3. Niels LUNDBERG                                 | 1. Julien DUBREUIL 2. Nicolas CHANSON 3. Tiphaine BOIRON                              | 1. Arnaud DORÉ 2. Julien DELAIRE 3. Kévin JULIEN                                     |        |        |
| 2007  | 13-16 avril                       | La Bresse                 | 188 (137 BCJ, 51 P)  | 1. Mélodie RENIÉ 2. Amaury DUCOULOMBIER 3. Steve CAUSSE                  | 1. Nicolas RENIÉ 2. Simon BARBIER 3. Rémi GRIMAL                                  | 1. Jean-Clément BOUSSAERT 2. Mathias CAROLE 3. Giovanni D'ANDREA                      | 1. Luc JEMPF 2. Julien DUBREUIL 3. Kévin JULIEN                                      |        |        |
| 2008  | 11-14 avril (BCJ) 26-27 avril (P) | Bourges Vichy             | 136 70               | 1. Jacques MARCKERT 2. Théo LABILLE 3. Lucas VACOSSIN                    | 1. Amaury DUCOULOMBIER 2. Steve CAUSSE 3.Jean-Baptiste DREVETON                   | 1. Simon BARBIER 2. Lou BOSIER 3. Meena MURALI-MOHAN                                  | 1. Julien DUBREUIL 2. Elise RAPHAEL 3. Sullivan DELANOE                              |        |        |
| 2009  | 17-20 avril                       | Gouville                  | 175 (122 BCJ, 53 P)  | 1. Paul RAVEL 2. Corto SIGEL 3. Inès MORE                                | 1. Amaury DUCOULOMBIER (10) 2. Mélodie RENIÉ (15) 3. Gaston JEAN-BAPTISTE (22)    | 1. Simon BARBIER (1) 2. Nicolas RENIÉ (3) 3. Rémi GRIMAL (6)                          | 1. Nicolas CHANSON (2) 2. Jean-Clément BOUSSAERT (4) 3. Meena MURALI-MOHAN (5)       |        |        |
| 2010  | 16-17 avril                       | Châtenay-Malabry          | 172 (113 BCJ, 59 P)  | 1. Erwan BERNARD 2. Arno GOUDON 3. Lola SCHALTENBRAND                    | 1. Mélodie RENIÉ (7) 2.Jacques MARCKERT (17) 3. Paul RAVEL (24)                   | 1. Jean-Baptiste DREVETON (2) 2. Amaury DUCOULOMBIER (7) 3. Gaston JEAN-BAPTISTE (11) | 1. Tiphaine BOIRON (1) 2. Simon BARBIER (3) 3. Rémi GRIMAL (4)                       |        |        |
| 2011  | 23-24 avril                       | Fréjus                    | 162 (115 BCJ, 47 P)  | 1. Gauthier HOUILLON 2. Arno GOUDON 3. Alexandre BRIKAS                  | 1. Simon VALENTIN (8) 2. Paul RAVEL (13) 3. Erwan BERNARD (25)                    | 1. Gaston JEAN-BAPTISTE (4) 2. Amaury DUCOULOMBIER (7) 3. Steve CAUSSE (9)            | 1. Samson TESSIER (1) 2. Rémi GRIMAL (2) 3. Jean-Baptiste DREVETON (3)               |        |        |
| 2012  | 21-22 avril                       | Poisy                     | 186 (124 BCJ, 62 P)  | 1. Alexis MOSBACH et Corentin TOURNEDOUET 3. Eliette AUBRY               | 1. Gauthier HOUILLON (20) 2. Erwan BERNARD (22) 3. Alexandre BRIKAS (28)          | 1. Paul RAVEL (4) 2. Jacques MARCKERT (9) 3. Simon VALENTIN (11)                      | 1. Samson TESSIER (1) 2. Gaston JEAN-BAPTISTE (2) 3. Rémi GRIMAL (3)                 |        |        |
| 2013  | 27-28 avril                       | Lorient                   | 182 (127 BCJ, 55 P)  | 1. Raphaël ALLAGNAT 2. Quentin LOUVRIER 3. Augustin BLONDEL              | 1. Alexandre BRIKAS (12) 2. Antonin AUBRY (15) 3. Lilian LECLERC (19)             | 1. Simon VALENTIN (3) 2. Erwan BERNARD (4) 3. Quentin MALLEGOL (10)                   | 1. Gaston JEAN-BAPTISTE (1) 2. Jean-Baptiste DREVETON (2) 3. Amaury DUCOULOMBIER (5) |        |        |
| 2014  | 26-27 avril                       | Coulounieix-Chamiers      | 182 (119 BCJ, 63 P)  | 1. Jérôme GUEREL 2. Augustin BLONDEL 3. Mathis CARDONA                   | 1. Alexis MOSBACH (11) 2. Corentin TOURNEDOUET (12) 3. Eliette AUBRY (20)         | 1. Quentin MALLEGOL (4) 2. Antonin AUBRY (7) 3. Erwan BERNARD (8)                     | 1. Gaston JEAN-BAPTISTE (1) 2. Simon VALENTIN (2) 3. Jacques MARCKERT (3)            |        |        |
| 2015  | 24-27 avril                       | Reims                     | 182 (119 BCJ, 64 P)  | 1. Alexis ALLAGNAT 2. Paul GUICHON 3. Étienne MICHELANGELI               | 1. Mathieu JANIN (9) 2. Raphaël ALLAGNAT (13) 3. Quentin LOUVRIER (17)            | 1. Corentin TOURNEDOUET (1) 2. Antonin AUBRY (8) 3. Alexis MOSBACH (10)               | 1. Simon VALENTIN (2) 2. Jacques MARCKERT (3) 3. Erwan BERNARD (4)                   |        |        |
| 2016  | 16-17 avril                       | Valdoie                   | 151 (101 BCJ, 50 P)  | 1. Alexis ALLAGNAT 2. Paul GUICHON 3. Antoine CLIGNY                     | 1. Jérôme GUEREL (13) 2. Yoan LODAY (15) 3. Stéphane GUEREL (20)                  | 1. Corentin TOURNEDOUET (2) 2. Eliette AUBRY (9) 3. Quentin LOUVRIER (10)             | 1. Simon VALENTIN (1) 2. Erwan BERNARD (3) 3. Gauthier HOUILLON (4)                  |        |        |
| 2017  | 28 avril-1er mai                  | Poitiers                  | 157 (100 BCJ, 57 P)  | 1. Antoine CLIGNY 2. Hugo ANDRIEU 3. Paul GUICHON                        | 1. Nicolas BEAUFORT (10) 2. Alexis ALLAGNAT (15) 3. Alexis BELZ (25)              | 1. Raphaël ALLAGNAT (6) 2. Mathieu JANIN (9) 3. Jérôme GUEREL (12)                    | 1. Erwan BERNARD (1) 2. Quentin MALLEGOL (2) 3. Antonin AUBRY (3)                    |        |        |
| 2018  | 21-22 avril                       | Igny                      | 158 (104 BCJ, 54 P)  | 1. Romain DALMASSO 2. Aloys GRENIER 3. Eric BONNOT                       | 1. Alexis ALLAGNAT (10) 2. Antoine CLIGNY (16) 3. Hugo ANDRIEU (21)               | 1. Jérôme GUEREL (5) 2. Nicolas BEAUFORT (6) 3. Stéphane GUEREL (13)                  | 1. Corentin TOURNEDOUET (1) 2. Gauthier HOUILLON (2) 3. Nicolas BAGUE (3)            |        |        |
| 2019  | 12-15 avril                       | Nandax                    | 148 (97 BCJ, 51 P)   | 1. Éric BONNOT 2. Romain DALMASSO 3. Emma IMBERT                         | 1. Hugo ANDRIEU 2. Antoine CLIGNY 3. Hugolin HOMASSEL                             | 1. Nicolas BEAUFORT 2. Alexis ALLAGNAT 3. Flavian DA COSTA QUENESSON                  | 1. Corentin TOURNEDOUET 2. Raphaël ALLAGNAT 3. Mathieu JANIN                         |        |        |
| 2020  | 17-20 avril                       | Saint-Sébastien-sur-Loire | Annulé               | Annulé                                                                   | Annulé                                                                            | Annulé                                                                                | Annulé                                                                               | Annulé | Annulé |
| 2021  | 23-26 avril                       | Saint-Sébastien-sur-Loire | Annulé               | Annulé                                                                   | Annulé                                                                            | Annulé                                                                                | Annulé                                                                               | Annulé | Annulé |
| 2022, | 22-25 avril                       | Lempdes                   | 94 (44 BCJ, 50P)     | 1. Romain DALMASSO 2. Louis LEGAUD 3. Amaury DECOUTURE                   | 1. Éric BONNOT (8) 2. Lucas VU (16) 3. Emma IMBERT (22)                           | 1. Antoine CLIGNY (2) 2. Aloys GRENIER (6) 3. Thomas DALMASSO (10)                    | 1. Alexis ALLAGNAT (1) 2. Nicolas BEAUFORT (3) 3. Tom COURTOIS (4)                   |        |        |
| 2023  | 21-24 avril                       | Saint-Sébastien-sur-Loire | 109 (46 BCJ, 63P)    | 1. Quentin BACHELLERIE 2. Louis LEGAUD 3. Killian BON                    | 1. Romain DALMASSO (10) 2. Théo DROMARD (16) 3. Pierre ROYER (18)                 | 1. Robin PAIRE (3) 2. Aloys GRENIER (6) 3. Éric BONNOT (7)                            | 1. Alexis ALLAGNAT (1) 2. Antoine CLIGNY (2) 3. Antoine LOHEZIC (4)                  |        |        |
| 2024  | 19-22 avril                       | Talence                   | 109 (58 BCJ, 51 P)   | 1. Matt André VERGNE AHLONG 2. Martin VIOLET 3. Bastien COVEY            | 1. Quentin BACHELLERIE (4) 2. Romain DALMASSO (9) 3. Théo DROMARD (12)            | 1. Eric BONNOT (3) 2. Pierre ROYER (5) 3. Cléo ANDLAUER (13)                          | 1. Antoine CLIGNY (1) 2. Robin PAIRE (2) 3. Hugolin HOMASSEL (6)                     |        |        |
| 2025  | 25-28 avril                       | Perreux                   | 141 (67 BCJ, 74 P)   | 1. Bastien COVEY 2. Kaelig PAGEAUD 3. Célise CHEN                        | 1. Quentin BACHELLERIE (3) 2. Louis LEGAUD (7) 3. Matt André VERGNE AHLONG (10)   | 1. Pierre ROYER (4) 2. Romain DALMASSO (5) 3. Lucas VU (8)                            | 1. Eric BONNOT (1) 2. Robin PAIRE (2) 3. Thomas DALMASSO (6)                         |        |        |

## Palmarès en paires
| Année | Ville                     | Paires | Poussins | Benjamins | Cadets | Juniors |
| ----- | ------------------------- | ------ | --- | --- | --- | --- |
| 2006  | Val-Cenis                 | 82     | 1. Hugo DUBOIS/ Guillaume SCELLIER (31) 2. Fabrice BEAUCHET / Steven DELANNOY (46) 3. Jean-Baptiste DREVETON / Marvin GLASCER (47) | 1. Grégoire ASLAN / Rémi GRIMAL (6) 2. Meena MURALI-MOHAN / Nicolas RENIÉ (8) 3. Yannick BERTRAND / Alexandre JACOB (17)              | 1. Marion BELTRAMO / Etienne LANSIN (5) 2. Noé BRICKERT / Denis GUISSET (11) 3. Tiphaine BOIRON / Olivier GRONDEAU (12)                    | 1. Luc JEMPF / Kévin JULIEN (1) 2. Charles-Hubert BASUIAU / Julien DELAIRE (2) 3. Arnaud DORÉ / David VALLADE (3)                          |
| 2007  | La Bresse                 | 88     | 1. Amaury DUCOULOMBIER / Loan GASC (22) 2. Steve CAUSSE / Mathieu PIRON (27) 3. Amandine COMTESSE / Claire GARRAUD (53)            | 1. Jean-BAPTISTE DREVETON / Laurent MERLY (15) 2. Corentin BONNET / Rémi GRIMAL (20) 3. Mélodie RENIÉ / Marc JEMPF (30)               | 1. Giovanni D'ANDREA / Meena MURALI-MOHAN (3) 2. Lou BOSIER / Nicolas LEROY (10) 3. Simon BARBIER / Niels LUNDBERG (12)                    | 1. Luc JEMPF / David VALLADE (1) 2. Julien DUBREUIL / Elise RAPHAEL (2) 3. Jean-Clément BOUSSAERT / Yorick BOUSSAERT (4)                   |
| 2008  | Bourges                   | 65     | (pas de catégorie) | 1. Amaury DUCOULOMBIER / Florian DEMMEL 2. Jean-Baptiste DREVETON / Claire DELHOM 3. Corentin BONNET / Quentin BRIOTET                | 1. Simon BARBIER / Niels LUNDBERG 2. Meena MURALI-MOHAN / Rémi GRIMAL 3. Laurent MERLY / Cécile DELHOM                                     | 1. Julien DUBREUIL / Elise RAPHAEL 2. Martin BOCCON / Sullivan DELANOE 3. Tiphaine BOIRON / Giovanni D'ANDREA                              |
| 2009  | Gouville                  | 63     | (avec Benjamins) | 1. Amaury DUCOULOMBIER / Gaston JEAN-BAPTISTE (2) 2. Claire DELHOM / Mélodie RENIÉ (15) 3. Jezekel BERTON / Jacques MARCKERT (16)     | 1. Guillaume CODEN / Rémi GRIMAL (4) 2. Jean-Baptiste DREVETON / Simon LOUVET (9) 3. Nicolas RENIÉ / Thibault WIDEMANN (11)                | 1. Meena MURALI-MOHAN / Matthieu PFLEGER (1) 2. Alan BORNE / Noé BRUCKERT (3) 3. Tiphaine BOIRON / Mathieu DUTOT (5)                       |
| 2010  | Châtenay-Malabry          | 57     | (avec Benjamins) | 1. Paul RAVEL / Simon VALENTIN (8) 2. Erwan BERNARD / Jacques MARCKERT (11) 3. Philippine RICHARD / Théo RICHARD (22)                 | 1. Jean-Baptiste DREVETON / Amaury DUCOULOMBIER (3) 2. Corentin BONNET / Guillaume CODEN (5) 3. Quentin BRIOTET / Gaston Jean-BAPTISTE (6) | 1. Simon BARBIER / Niels LUNDBERG (1) 2. Loïc MARCHAND-MAILLET / Meena MURALI-MOHAN (2) 3. Tiphaine BOIRON / Jean-Clément BOUSSAERT (4)    |
| 2011  | Fréjus                    | 64     | (avec Benjamins) | 1. Paul RAVEL / Simon VALENTIN 2. Emily RUFFINELLA / Hakim SMAIL 3. Alexandre BRIKAS / Arno GOUDON                                    | 1. Amaury DUCOULOMBIER / Loan GASC 2. Steve CAUSSE / Gaspard MOREL 3. Erwan BERNARD / Jacques MARCKERT                                     | 1. Jean-Baptiste DREVETON / Samson TESSIER 2. Simon BARBIER / Niels LUNDBERG 3. Yannick BERTRAND / Victor MOREL                            |
| 2012  | Poisy                     | 66     | 1. Alexis MOSBACH / Maëlys ORHNIAL (35) 2. Pierre-Etienne FOUCARD / Victoire TALOUD (63) 3. (pas d'autre paire)                    | 1. Alexandre BRIKAS / Arno GOUDON (20) 2. Thomas DEBELLEMANIÈRE / Corentin TOURNEDOUET (23) 3. Lilian LECLERC / Baptiste RUHOFF (24)  | 1. Erwan BERNARD / Jacques MARCKERT (1) 2. Paul RAVEL / Simon VALENTIN (10) 3. Virginie ALBINI / Mickaël ROY (12)                          | 1. Simon BARBIER / Nicolas CHARAMOND (2) 2. Jean-Baptiste DREVETON / Samson TESSIER (3) 3. Quentin MALLEGOL / Julien VAUCHET (4)           |
| 2013  | Lorient                   |        | (avec Benjamins) | 1. Antoine BLONDEL / Alexandre BRIKAS (10) 2. Alexis MOSBACH / Corentin TOURNEDOUET (11) 3. Gauthier HOUILLON / Corentin KERNEIS (17) | 1. Simon VALENTIN / Niels CLOW (2) 2. Erwan BERNARD / Yannis HALLA (7) 3. Antonin AUBRY / Alexandre PIERRE (20)                            | 1. Jean-Baptiste DREVETON / Romain LE SAUX (1) 2. Martin BIED-CHARENTON / Amaury DUCOULOMBIER et Julien FORTIER / Gaston JEAN-BAPTISTE (3) |
| 2014  | Coulounieix-Chamiers      |        | (avec Benjamins) | 1.Alexis MOSBACH / Corentin TOURNEDOUET (4) 2. Raphaël ALLAGNAT / Augustin BLONDEL (10) 3.Eliette AUBRY / Eugénie BESSON (15)         | 1.Antonin AUBRY / Quentin MALLEGOL (5) 2. Gauthier HOUILLON / Lilian LECLERC (6) 3. Marjorie CARTERET / Baptiste MOUILLON (11)             | 1.Gaston JEAN-BAPTISTE / Simon VALENTIN (1) 2.Erwan BERNARD / Jacques MARCKERT (2) 3. Steve CAUSSE / Arthur MONNET (3)                     |
| 2015  | Reims                     |        | (avec Benjamins) | 1.Nicolas ALBINI / Quentin LOUVRIER (9) 2. Tao DANG TRAN / Yoann LODAY (12) 3.Raphaël ALLAGNAT / Augustin BLONDEL (13)                | 1.Gauthier HOUILLON / Lilian LECLERC (3) 2. Antonin AUBRY / Corentin TOURNEDOUET (5) 3. Eliette AUBRY / Alexis MOSBACH (6)                 | 1.Niels CLOW / Simon VALENTIN (1) 2.Erwan BERNARD / Jacques MARCKERT (2) 3. Tiphaine GAS / Laurène MOSBACH (4)                             |
| 2016  | Valdoie                   |        | (avec Benjamins) | 1.Stéphane GUEREL / Jérôme GUEREL (4) 2.Nicolas BEAUFORT / Florent MIREY (12) 3.Gauthier DUPONT / Zacharie MARTINY (20)               | 1.Mathieu JANIN / Quentin LOUVRIER (8) 2.Alexis MOSBACH / Corentin TOURNEDOUET (9) 3.Pierrick DUBUS / Phillipe GUIRAUD (10)                | 1.Niels CLOW / Simon VALENTIN (1) 2.Antonin AUBRY / Tiphaine GAS (2) 3.Erwan BERNARD / Antoine BLONDEL (3)                                 |
| 2017  | Poitiers                  | 50     | (avec Benjamins) | 1.Nicolas BEAUFORT / Alexis BELZ (8) 2.Raphaël MOUILLEY / Valentin POULET (28) 3.Quentin CHEVOLOT / Ludivine ROSET (32)               | 1.Mathieu JANIN / Quentin LOUVRIER (5) 2.Stéphane GUEREL / Jérôme GUEREL (6) 3.Bastien LECHAT / Zacharie MARTINY (11)                      | 1.Pierrick DUBUS / Corentin TOURNEDOUET (1) 2.Lilian LECLERC / Baptiste MOUILLON (2) 3.Gauthier HOUILLON / Alexis MOSBACH (3)              |
| 2018  | Igny                      | 52     | Les poussins ne participent pas à cette compétition.                                                                               | 1.Alexis ALLAGNAT / Antoine CLIGNY (3) 2.Pierre-Alexandre CLÉMENT / Joan PIGEOT (30) 3.Yusuf AKCAYIR / Hugolin HOMASSEL (35)          | 1.Nicolas BEAUFORT / Yoann LODAY (4) 2.Stéphane GUEREL / Jérôme GUEREL (9) 3.Bastien LECHAT / Hugo ANDRIEU (14)                            | 1.Corentin CARTERET / Corentin TOURNEDOUET (1) 2.Antoine BLONDEL / Augustin BLONDEL (2) 3.Gauthier HOUILLON / Antonin AUBRY (5)            |
| 2019  | Nandax                    | 49     | (Les poussins sont à la patinoire lors du CDF en paires réservé aux BCJ)                                                           | 1.Thomas DALMASSO / Pierre SEITZ (12) 2. Antoine-Jean FIERRO-SIRE / GRENIER Aloys (20) 3.Hugolin HOMASSEL/ Robin PAIRE (23)           | 1.Hugo ANDRIEU / Nicolas BEAUFORT (2) 2.Alexis ALLAGNAT / Antoine CLIGNY (8) 3.Quentin CHEVOLOT / Guillaume GUERLACH (15)                  | 1.Mathieu JANIN / Corentin TOURNEDOUET (1) 2.Alexis MOSBACH / Pierrick DUBUS (3) 3.Nicolas BAGUE / Nino FLAO (4)                           |
| 2022  | Lempdes                   | 22     | Les poussins ne participent pas à cette compétition.                                                                               | 1.Antoine MAGHAKIAN / Lucas MASSONEAU (13) 2. Noa DUTREIL-LABAT / Emma IMBERT (14) 3.Alex RAVENEAU / Lucas VU (16)                    | 1.Éric BONNOT / Aloys GRENIER (3) 2. Hugolin HOMASSEL / Robin PAIRE (4) 3. Pierre-Alexandre CLÉMENT / Thomas DALMASSO(6)                   | 1.Alexis ALLAGNAT / Nicolas BEAUFORT (1) et Alexis BELZ / Antoine CLIGNY (1) 3. Tom COURTOIS / Flavian DA COSTA-QUENESSON (5)              |
| 2023  | Saint-Sébastien-sur-Loire | 23     | Les poussins ne participent pas à cette compétition.                                                                               | 1.Théo DROMARD / Lucas VU (9) 2. Victor HEROGUEZ / Nacim TARCHOUNE (15) 3. Axel MARDELE / Antonin MARTIN (16)                         | 1.Éric BONNOT / Aloys GRENIER (3) 2. Romain DALMASSO / Thomas DALMASSO (5) 3. Théodore HUON-LAURENT / Mathis MARIESAINTE (6)               | 1.Alexis ALLAGNAT / Théophile BIGNON-BAKETOU (1) 2.Antoine CLIGNY / Robin PAIRE (2) 3. Alexis BELZ / Antoine LOHEZIC (4)                   |
| 2024  | Talence                   | 29     | Les poussins ne participent pas à cette compétition.                                                                               | 1. Quentin BACHELLERIE / Axel MARDELE (4) 2. Louis LEGAUD / Antonin MARTIN (10) 3. Gabriel LEGENDRE / Nacim TARCHOUNE (14)            | 1.Théo DROMARD / Lucas VU (5) 2. Théodore HUON-LAURENT / Pierre ROYER (8) 3. Amaury DECOUTURE / Sorana TARCUTA (11)                        | 1.Eric BONNOT / Antoine CLIGNY (1) 2. Théa MARDELE / Robin PAIRE (2) 3. Thomas DALMASSO / Hugolin HOMASSEL (3)                             |
| 2025  | Perreux                   |        | Les poussins ne participent pas à cette compétition.                                                                               | 1.Quentin BACHELLERIE / Amaury DECOUTURE (6) 2. Julien ASTRESSES / Matt André VERGNE AHLONG (9) 3. Killian BON / Alexis MARECHAL (11) | 1.Théo DROMARD / Lucas VU (1) 2. Louis LEGAUD / Axel MARDELE (5) 3. Antoine COLIN / Lucas MASSONNEAU (14)                                  | 1. Eric BONNOT / Romain DALMASSO (2) 2. Thomas DALMASSO / Pierre ROYER (3) 3. Théa MARDELE / Robin PAIRE (4)                               |

## Grand prix
2005 : Arnaud Dore

2008 : Julien Dubreuil

2009 : Julien Dubreuil

2010 : Simon Barbier

2011 : Jean-Baptiste Dreveton

2012 : Antoine Rousseau

2013 : Gaston Jean-Baptiste

2014 : Gaston Jean-Baptiste

2015 : Erwan Bernard

2016 : Simon Valentin

2017 : Corentin Tournedouet

2018 : Nicolas Beaufort

2019 : Alexis Mosbach

2022 : Alexis Allagnat
2023 : Robin Paire

## Scrabble classique
Des tournois catégoriels de Scrabble classique attribuant des titres de champions de France ont été organisés en 2006 et 2007. Malgré une grande affluence, les épreuves de Scrabble classique n'ont pas été conservées en raison d'un programme jugé trop chargé. Cependant, la soirée «Quiz» et la fameuse visite de la ville accueillant les Championnats de France de Scrabble jeunes ont été conservées. Depuis 2017, une soirée de scrabble classique amicale est organisée le 1er soir. Depuis 2018, des compétitions de Scrabble classique pour les jeunes sont organisés dans le cadre du festival d'Aix-les-Bains avec les masters pour les meilleurs et la coupe promotion pour les moins bien classés.
| Année | Ville     | Joueurs                 | Poussins                                                        | Benjamins                                                  | Cadets                                                            | Juniors                                               |
| ----- | --------- | ----------------------- | --------------------------------------------------------------- | ---------------------------------------------------------- | ----------------------------------------------------------------- | ----------------------------------------------------- |
| 2006  | Val-Cenis | 72 (17P, 20B ,17C, 18J) | 1. Jean-Baptiste DREVETON 2. Juliette ANCELOT 3. Jézekel BERTON | 1. Meena MURALI-MOHAN 2. Laurent MERLY 3. Nicolas RENIÉ    | 1. Frank ADELL 2. Nicolas CHANSON 3. Julie ALARY / Mathias CAROLE | 1. Arnaud DORÉ 2. David VALLADE 3. Anne-Claire BRELLE |
| 2007  | La Bresse | 97 (23P, 34B, 23C, 17J) | 1. Mélodie RENIÉ 2. Quentin SCHAMING 3. Jézekel BERTON          | 1. Simon BARBIER 2. Simon LOUVET 3. Jean-Baptiste DREVETON | 1. Giovanni D'ANDREA 2. Niels LUNDBERG 3. Jean-Clément BOUSSAERT  | 1. Nicolas CHANSON 2. Kévin JULIEN 3. Étienne LANSIN  |

## Concours de Scrabble scolaire
La finale du concours de Scrabble scolaire a eu lieu lors du Championnat de France jeunes jusqu'en 2011. Le 9 juin 2012, elle a été organisée pour la première fois comme une épreuve à part entière.
| Année | Ville            | Joueurs | Podium                                                              |
| ----- | ---------------- | ------- | ------------------------------------------------------------------- |
| 2008  | Vichy            | ?       | 1. Paul MEYER, 2. Antoine SIMON, 3. Danaé ROTA                      |
| 2009  | Gouville         | 13      | 1. Camille THOMAS, 2. Chloé ROBERT, 3. Laurie MURAROCOSTE           |
| 2010  | Châtenay-Malabry | ?       | 1. Thomas CAUDRON, 2. Julien PRADIER, 3. Charlotte VILLIEN          |
| 2011  | Fréjus           | 12      | 1. Corentin TOURNEDOUET, 2. Cyril KOSCIELNY, 3. Delphine CERDA      |
| 2012  | Saint-Cloud      | 67      | 1. Yoann LODAY, 2. Mathis CARDONA, 3. Maxence GÉRARD / Lilian LAINE |
| 2013  | Saint-Cloud      | 82      | 1. Justine COGNÉE, 2. Tania KOVACIK, 3. Margot CORMOULS-HOULÈS      |
| 2014  | Paris            | 97      | 1. Etienne MICHELANGELI, 2. Pierre LEBOUC, 3. Timothée CLABAUX      |
| 2015  | Paris            | 97      | 1. Hugo ANDRIEU, 2. Antoine CLIGNY, 3. Viktor BIQUET                |
| 2016  | Paris            | 82      | 1. Antoine-Jean FIERRO-SIRE, 2. Aloïs GRENIER, 3. Vincent TELLIER   |
| 2017  | Paris            | 99      | 1. Axel GUERIAU, 2. Mathis THELLIEZ, 3. Fabien BEZARD-FALGAS        |

## Catégorie Mini-Poussin
Une catégorie Mini-Poussin (enfants âgés de moins de 10 ans) a parfois été distinguée au sein du classement Poussin (entre parenthèses), sans pour autant attribuer de titre, au vu du peu de joueurs concernés.
2006: 1. Mélodie RENIÉ (2), 2. Clément NICOLAS (34), 3. Anne-Gaëlle MIGNIER (45).

2007: 1. Florentin COUTURIER (39), 2. Elise WALTER (50), pas d'autre joueur.

2008: 1. Erwan BERNARD, 2. Arno GOUDON, 3. Julien PUYAU.

2012: 1. Cassiopée BONNET, 2. Loris EMMANUELLI, 3. Florian BRUN.

2014: 1. Simon TRUTTMAN (43), pas d'autre joueur.

## Trophée inter-comités
Le trophée inter-comités, appelé trophée inter-académies jusqu'en 1995, additionne les places du meilleur joueur de chaque comité régional dans chacune des quatre catégories.
| Année | 1er                  | 2ème                  | 3ème                      |
| ----- | -------------------- | --------------------- | ------------------------- |
| 1990  | Dijon                | ?                     | ?                         |
| 1991  | ?                    | ?                     | ?                         |
| 1992  | Nancy-Metz           | Orléans               | Besançon                  |
| 1993  | Versailles           | Nancy-Metz            | Orléans                   |
| 1994  | Reims                | ?                     | ?                         |
| 1995  | Versailles           | Reims                 | Créteil                   |
| 1996  | Franche-Comté        | Champagne et Lorraine |                           |
| 1997  | Lorraine             | Flandres              | Franche-Comté             |
| 1998  | Lorraine             | Franche-Comté         | Flandres                  |
| 1999  | Flandres             | Franche-Comté         | Champagne                 |
| 2000  | Lorraine             | Franche-Comté         | 3. ?                      |
| 2001  | Lorraine             | Franche-Comté         | Auvergne                  |
| 2002  | Flandres et Auvergne | Flandres et Auvergne  | Lyonnais                  |
| 2003  | Lorraine             | Lyonnais              | Normandie                 |
| 2004  | Lorraine             | Lyonnais              | Normandie                 |
| 2005  | Lorraine             | Normandie             | Auvergne                  |
| 2006  | Lorraine             | Normandie             | Lyonnais                  |
| 2007  | Lorraine             | Normandie             | Dauphiné-Savoie           |
| 2008  | Dauphiné-Savoie      | Lorraine              | Lyonnais                  |
| 2009  | Auvergne             | Lyonnais              | Dauphiné-Savoie           |
| 2010  | Auvergne             | Lyonnais              | Paris-Île de France Ouest |
| 2011  | Auvergne             | Val-de-Loire          | Lyonnais                  |
| 2012  | Auvergne             | Lyonnais              | Normandie                 |
| 2013  | Franche-Comté        | Auvergne              | Paris-Île de France Ouest |
| 2014  | Auvergne             | Franche-Comté         | Flandres                  |
| 2015  | Franche-Comté        | Auvergne              | Paris-Île de France Ouest |
| 2016  | Auvergne             | Sud-Francilien        | Paris-Île de France Ouest |
| 2017  | Sud-Francilien       | Auvergne              | Franche-Comté             |
| 2018  | Sud-Francilien       | Auvergne              | Languedoc-Roussillon      |
| 2019  | Auvergne             | Languedoc-Roussillon  | Paris IDF Ouest           |
| 2020  | Annulé               | Annulé                | Annulé                    |
| 2021  | Annulé               | Annulé                | Annulé                    |
| 2022  | Auvergne             | Lorraine              | Dauphiné-Savoie           |
| 2023  | Auvergne             | Lorraine              | Provence                  |

## Programme
Les championnats sont organisés sur quatre jours du vendredi au lundi pendant le week-end commun des vacances de printemps. Voici un programme qui peut varier selon les années :
Vendredi :

Fin d'après-midi : Arrivée des délégations et installation dans les chambres

19h : repas

Soirée : Jeux de société, scrabble classique

Samedi :

Petit déjeuner

10h : Partie 1 CDF 

12h : repas

14h-18h : sortie pour les poussins

14h : Partie 1 des paires 
(benjamins cadets juniors)

16h : goûter

16h30 : Partie 2 en paires (benjamins cadets juniors)

19h : repas

Soirée : soirée quiz animé par les espoirs

Dimanche : 

Petit déjeuner

10h : Partie 2 du CDF

12h : repas

14h : Partie 3 du CDF

16h : goûter

17h : grand prix

17h30 : remise des prix

19h : repas

Soirée : soirée dansante, jeux de société, topping

Lundi :

Petit déjeuner

Matinée : départ des délégations

Avant 2016, la soirée quiz était le vendredi soir à l'arrivée.